# Usia marginata
Usia marginata is een vliegensoort uit de familie van de wolzwevers (Bombyliidae). De wetenschappelijke naam van de soort is voor het eerst geldig gepubliceerd in 1909 door Brunetti.

## Voorkomen
De soort komt voor in Himachal Pradesh in India.